# José Fernando Cuadrado
José Fernando Cuadrado, né le 1er juin 1985 à Valledupar en Colombie, est un footballeur international colombien. Il évolue au poste de gardien de but.

## Biographie

### En club
Il joue plusieurs matchs en Copa Libertadores et en Copa Sudamericana.
Il dépasse par ailleurs le cap des 300 matchs dans le championnat de Colombie.

### En équipe nationale
Il reçoit sa première sélection en équipe de Colombie le 14 novembre 2017, en amical contre la Chine (victoire 0-4).
En juin 2018, il est retenu par le sélectionneur José Pékerman afin de participer à la Coupe du monde organisée en Russie, en tant que gardien remplaçant. Lors de cette compétition, il ne joue aucun match.

## Palmarès
- Vainqueur de la Coupe de Colombie en 2010 avec le Deportivo Cali
- Champion de Colombie de D2 en 2011 avec le Deportivo Pasto